# Sunset (álbum de Michel Teló)
Sunset é o quarto álbum ao vivo e terceiro DVD do cantor sertanejo Michel Teló. Foi lançado em 21 de maio de 2013 pela Som Livre. O disco foi gravado durante o carnaval em Salvador, Rio de Janeiro e Angra dos Reis.

## Singles
"É Nóis Faze Parapapá" com participação de Sorriso Maroto foi lançado em 15 de agosto de 2012.
"Love Song" foi lançado como segundo single oficial em 26 de dezembro de 2012.
"Amiga da Minha Irmã" foi lançado como terceiro single oficial em 1 de março de 2013.
"Maria" foi lançada inicialmente em um show em São Paulo em 25 de maio de 2013, posteriormente ela foi lançado como quarto single oficial em 12 de junho de 2013, no Dia dos Namorados, aonde foi lançado para download digital no iTunes a música com várias versões.

## Faixas
| CD             |                                               |                                           |         |  |
| N.º            | Título                                        | Compositor(es)                            | Duração |  |
| 1.             | "Amiga da Minha Irmã"                         |                                           | 02:47   |  |
| 2.             | "Até de Manhã"                                |                                           | 02:49   |  |
| 3.             | "Levemente Alterado" (part. Bruninho e Davi)  |                                           | 02:17   |  |
| 4.             | "Pegada"                                      |                                           | 02:59   |  |
| 5.             | "É Nóis Faze Parapapá" (part. Bruno)          |                                           | 02:31   |  |
| 6.             | "Maria"                                       |                                           | 03:05   |  |
| 7.             | "Love Com Você (Vontade)"                     |                                           | 02:48   |  |
| 8.             | "Love Song"                                   |                                           | 02:57   |  |
| 9.             | "Bora Passear"                                |                                           | 02:58   |  |
| 10.            | "Aconteceu"                                   |                                           | 03:09   |  |
| 11.            | "Se Tudo Fosse Fácil" (part. Paula Fernandes) | Matheus Aleixo                            | 03:21   |  |
| 12.            | "Fiquei Só"                                   | Flavinho Tinto, Nando Marx, Douglas Mello | 02:40   |  |
| 13.            | "Te Caço"                                     |                                           | 03:02   |  |
| 14.            | "Jurerê"                                      |                                           | 02:33   |  |
| 15.            | "Me Chama Pra Sorrir"                         |                                           | 02:26   |  |
| 16.            | "Coisa de Brasileiro"                         |                                           | 03:23   |  |
| Duração total: | Duração total:                                | Duração total:                            | 45:45   |  |

## Posições
| Parada (2013)           | Posição de pico |
| ----------------------- | --------------- |
| Brasil (Top 20 Semanal) | 7               |

## Histórico de lançamento
| País   | Data               | Formato          | Gravadora |
| ------ | ------------------ | ---------------- | --------- |
| Brasil | 21 de maio de 2013 | Download digital | Som Livre |